# Henri de Castries
Henri de La Croix de Castries (Bayona, 15 de agosto de 1954), más conocido como Henri de Castries, es un empresario y gerente francés. Fue presidente de la aseguradora AXA desde 2000 hasta 2016. 
Comenzó a trabajar como inspector de Hacienda en los años 1980, hasta que en 1989 ingresó en su compañía actual, donde ha ocupado distintos cargos de responsabilidad. Desde 2011 también es presidente del Grupo Bilderberg.
Es miembro de la Casa de Castries, una familia noble francesa de Languedoc. Su abuelo fue Pierre de Chevigné, ministro durante la Cuarta República francesa.

## Biografía
Henri pertenece a la familia noble de Castries y cursó estudios elementales en el liceo de Saint-Jean-de-Passy, uno de los más prestigiosos de París. Después de terminar el bachillerato en el elitista y católico Collège Stanislas, ingresó en la Escuela de Estudios Superiores de Comercio, donde se licenció en la promoción de 1976. Cuatro años después terminó la carrera en la Escuela Nacional de Administración, que le permitió comenzar su carrera como alto funcionario del Estado francés. Allí coincidió con figuras clave de la política gala como Dominique de Villepin o François Hollande.
En 1980 comenzó a trabajar como auditor contable para el Instituto General de Finanzas, órgano de control de gestión de las administraciones. En 1984 fue ascendido a miembro de la dirección del Tesoro, y desde ese puesto participó en el proceso de privatización de empresas públicas emprendido en 1987 por el gobierno de Jacques Chirac, con la responsabilidad de controlar los gastos y la balanza de pagos. Algunas de esas compañías fueron la televisión TF1 o la compañía eléctrica estatal (más tarde conocida como Alcatel).
Permaneció en el servicio público hasta 1989, cuando la aseguradora AXA le contrató para asumir su dirección financiera, cargo que ocupó durante dos años. A partir de ahí, fue ascendiendo posiciones: en 1991 fue designado secretario general, donde se encargó de la restructuración jurídica de las absorciones emprendidas por la entidad, y en 1993 se convirtió en el director general, donde gestionó los activos, sociedades financieras e inmobiliarias. Entre otras operaciones, fue responsable de la fusión con Union des assurances de Paris, que convirtió a AXA en el primer grupo asegurador mundial.
Finalmente, en mayo de 2000 asumió la dirección de AXA, máximo cargo dentro del organigrama, en sustitución de Claude Bébéar. Y desde el 29 de abril de 2010, lo compagina con la presidencia del consejo de administración. En 2011 también fue nombrado presidente del Grupo Bilderberg, reunión a la que asisten las personas más influyentes de la economía mundial, mediante invitación.
De Castries dirigió AXA hasta el 1 de septiembre de 2016.